# Олена Болгарська
Олена Болгарська (болг. Елена Българска) — королева сербів, дружина сербського короля (пізніше — царя) Стефана Душана IV, мати Стефана Уроша V.

## Життєпис
Є нащадком трьох царських родів Балкан — Комнінів, Асенів і Шишмановичів.
На Великдень 19 квітня 1332 відбулося її одруження з сербським королем Стефаном Урошем IV. Шлюб був організований з політичних міркувань, становище Болгарії було тоді вкрай важким, країна перебувала під тиском з боку Візантії, а також Сербії, що набрала силу.
Перші роки шлюбу становище королеви було вкрай важким, оскільки вона не могла народити спадкоємця чоловічої статі, королем велися переговори з німецьким імператором про шлюб із однією з його дочок. Після того як королева народила спадкоємця, переговори було припинено.
Присутність Олени при дворі сербського короля дала болгарам підстави думати про нормалізацію відносин із своїм могутнім сусідом, водночас ці очікування повністю не виправдали надій. Проте Олена через свої можливості проводила проболгарську політику.
В 1347 разом зі своїм чоловіком королем Стефаном Душаном і сином Стефаном Урошем відвідали святу гору Афон, деякими істориками вважається першою жінкою, що відвідала Афон.
У 1355 після смерті свого чоловіка стала регентом для свого малолітнього сина царя Стефана Уроша V.
У 1360-1365 згадується як незалежна (від Сербії) правителька міста Серре, захопленого у греків.
Померла 7 листопада 1374.